# Lijst van burgemeesters van Haaksbergen
Dit is een lijst van burgemeesters van de Nederlandse gemeente Haaksbergen in de provincie Overijssel.
| Ambtsperiode | Naam burgemeester                              | Partij of stroming | Bijzonderheden                                      |
| ------------ | ---------------------------------------------- | ------------------ | --------------------------------------------------- |
| 1811 - 1829  | Willem Waanders Gz.                            |                    |                                                     |
| 1829 - 1844  | Harmanus Antonius Petrus Schaepman             |                    |                                                     |
| 1844 - 1863  | Hermannus Verbeek                              |                    | werd burgemeester van Stad en Ambt Delden           |
| 1863 - 1875  | Gerrit ten Cate Az.                            |                    |                                                     |
| 1875 - 1914  | Johannes Marianus Vincent                      |                    |                                                     |
| 1914 - 1919  | Franciscus (F.W.) van Beek                     |                    | werd burgemeester van Boxtel                        |
| 1919 - 1941  | jhr. Hubertus Jozef Wilhelmus Joan von Heijden |                    | Door de Duitse bezetters in 1941 afgezet            |
| 1943 - 1945  | J.H. Oonk                                      | NSB                | in 1944 tevens waarnemend burgemeester van Enschede |
| 1945         | R.E.D. Barmen van 't Loo                       |                    | waarnemend                                          |
| 1945 - 1971  | mr. J.H.J. Eenhuis                             |                    | aanvankelijk waarnemend                             |
| 1972 - 1983  | drs. Ton (A.H.) Stadhouders                    | KVP / CDA          | werd burgemeester van Veldhoven                     |
| 1983 - 1990  | drs. Dzsingisz (J.D.) Gabor                    | CDA                | werd staatssecretaris                               |
| 1991 - 1999  | drs. Hans (J.A.M.) van Agt                     | CDA                | werd burgemeester van Etten-Leur                    |
| 1999         | drs. Nico (N.) Gerzee                          | VVD                | waarnemend, werd wnd.burgemeester van Holten        |
| 1999 - 2001  | drs. Theo (T.J.) Schouten                      | PvdA               | was wnd.burgemeester van Goor                       |
| 2002         | drs. Remmelt (R.) Lanning                      | CDA                | waarnemend                                          |
| 2002 - 2011  | drs. Karel (K.B.) Loohuis                      | PvdA               | was burgemeester van Wognum                         |
| 2011 - 2012  | Pieter (P.) van Veen                           | VVD                | waarnemend                                          |
| 2012 - 2015  | dr. Hans (J.C.) Gerritsen                      | PvdA               | was gedeputeerde van de provincie Groningen         |
| 2015 - 2019  | Gerrit Jan Kok                                 | VVD                | waarnemend                                          |
| 2019 - 2025  | mr. drs. Rob (R.G.) Welten                     | CDA                | was burgemeester van Borne                          |
| 2025 - heden | ing. Gerard (G.J.) van den Hengel              | VVD                | was burgemeester van Opmeer                         |